# Vena

Estructura de una vena, que consta de tres capas principales; una capa externa de tejido conjuntivo, una capa media de músculo liso y una capa interna revestida de endotelio.

En anatomía, una vena es un vaso sanguíneo que conduce la sangre desde los capilares hasta el corazón. Generalmente, las venas se caracterizan porque contienen sangre desoxigenada (sangre venosa), y porque transportan dióxido de carbono y desechos metabólicos procedentes de los tejidos, en dirección de los órganos encargados de su eliminación (los pulmones, los riñones o el hígado).

Sin embargo, hay venas que contienen sangre rica en oxígeno: este es el caso de las venas pulmonares (dos izquierdas y dos derechas), que llevan sangre oxigenada desde los pulmones hasta las cavidades del lado izquierdo del corazón.

La estructura de las venas es muy diferente a la de las arterias: la "luz" es por lo general más grande y de forma más irregular que las de las arterias correspondientes, y las venas están desprovistas de láminas elásticas.
Las venas son vasos de alta capacidad, que contienen un gran porcentaje del volumen sanguíneo total.

Las venas más pequeñas se denominan vénulas, son microscópicas y forman las venas de la microcirculación.

Las enfermedades venosas implican obstrucciones como un trombo o bien insuficiencia de las válvulas. Otras afecciones pueden deberse a inflamación o compresión.

## Características
El cuerpo humano posee más venas que arterias y su localización exacta es mucho más variable de persona a persona que el de las arterias a las cuales acompañan.
Las venas se pueden clasificar como grandes, medianas y pequeñas. Las venas más pequeñas se denominan vénulas postcapilares son microscópicas, y forman el sector pos-capilar de la microcirculación.

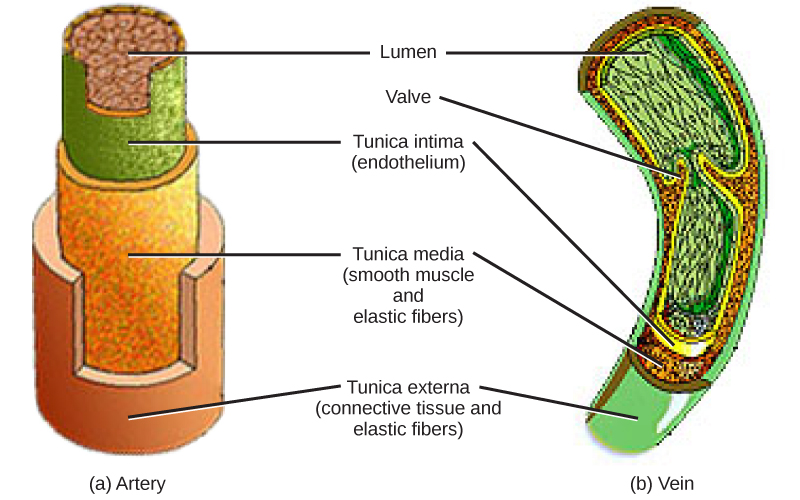
Se muestran las capas de la pared venosa en comparación con la pared arterial

El lumen de las venas es por lo general más grande y de forma más irregular que el de las arterias a las que acompañan. 
Por ello las venas son vasos de alta capacidad, que contienen alrededor del 70% del volumen sanguíneo total.

## Histología de las venas
La pared de las venas se describe como formada por tres capas denominadas túnicas.
- Interna, íntima o endotelial; los límites entre esta capa y la siguiente están con frecuencia mal definidas.
- Media o muscular; poco desarrollada en las venas, y con algo de tejido elástico. Constituida sobre todo de tejido conjuntivo, con algunas fibras musculares lisas dispuestas concéntricamente.
- Externa o adventicia, que forma la mayor parte de la pared venosa. Formada por tejido conjuntivo laxo que contiene haces de fibras de colágeno y haces de células musculares dispuestas longitudinalmente.

Sin embargo, algunas venas con función propulsora presentan una musculatura relativamente importante tanto en la media (en disposición concéntrica) como en la adventicia (en disposición longitudinal). Este tipo de venas se denominan "venas musculares".[cita requerida]
Las venas tienen una pared más delgada que la de las arterias, debido al menor espesor de la capa muscular, pero tienen un diámetro mayor que ellas porque su pared es más distensible, con más capacidad de acumular sangre. En el interior de las venas se encuentran unas estructuras denominadas válvulas semilunares, que impiden el retroceso de la sangre y favorecen su movimiento hacia el corazón.

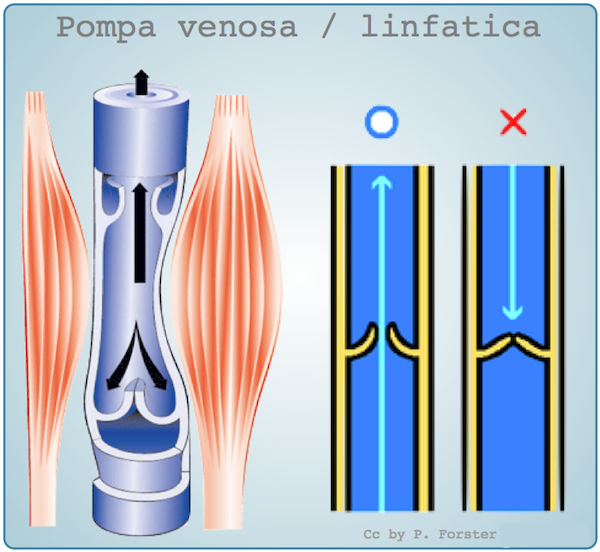
Vena con bombeo muscular.

 A pesar de que las venas de las extremidades tienen actividad vasomotora intrínseca, el retorno de la sangre al corazón depende de fuerzas extrínsecas, proporcionadas por la contracción de los músculos esqueléticos que las rodean, y de la presencia de las válvulas, que aseguran el movimiento en un único sentido.
Las venas suelen estar más cerca de la piel que las arterias.

Las venas tienen menos músculo liso y tejido conjuntivo y diámetros internos más anchos que las arterias. Debido a sus paredes más finas y lúmenes más anchos, pueden expandirse y retener más sangre. Esta mayor capacidad les da el término de vasos de capacitancia. En cualquier momento, casi el 70% del volumen total de sangre del cuerpo humano se encuentra en las venas. En las venas de tamaño mediano y grande, el flujo de sangre se mantiene mediante válvulas venosas unidireccionales para evitar la retorno.   En las extremidades inferiores esto también se ve favorecido por bombas musculares, también conocidas como bombas venosas que ejercen presión sobre las venas intramusculares cuando se contraen e impulsan la sangre de vuelta al corazón.

## Estructura

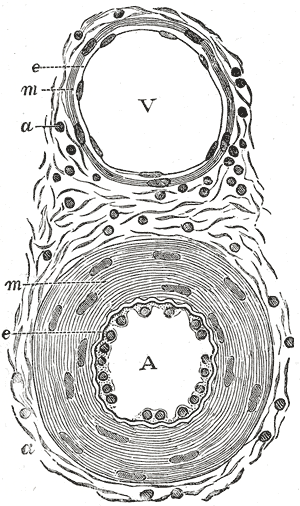
Vena acompañante (arriba) e = endotelio, m = túnica media o muscular. Arteria (abajo).

Las venas tienen una estructura de tres capas similar a la de las arterias. Las capas conocidas como túnica tienen una disposición concéntrica que conforman la pared del vaso. La capa externa, es una gruesa capa de tejido conectivo llamada túnica externa o adventicia; esta capa está ausente en las vénulas postcapilares. La capa media, está formada por bandas de músculo liso y se conoce como túnica media. La capa interna, es un fino revestimiento de endotelio conocido como túnica íntima. La túnica media de las venas es mucho más fina que la de las arterias, ya que las venas no están sometidas a las elevadas presiones sistólicas a las que están sometidas las arterias. En muchas venas existen válvulas que mantienen el flujo unidireccional.
A diferencia de las arterias, la localización precisa de las venas varía de un individuo a otro.
Las venas cercanas a la superficie de la piel aparecen azules. Los factores que contribuyen a esta alteración de la percepción del color están relacionados con las propiedades de dispersión de la luz de la piel y el procesamiento de la información visual por la corteza visual, más que con el color real de la sangre venosa, que es rojo oscuro.

## Sistema venoso
El sistema venoso es el sistema de venas de la circulación sistémica y de la Circulación pulmonar que devuelven la sangre al corazón. En la circulación sistémica, el retorno es de sangre desoxigenada de los órganos y tejidos del cuerpo, y en la circulación pulmonar, las venas pulmonares devuelven sangre oxigenada de los pulmones al corazón. Casi el 70% de la sangre del cuerpo está en las venas, y casi el 75% de esta sangre está en las venas pequeñas y vénulas. Todas las venas sistémicas son afluentes de las venas más grandes, la superior y la vena cava inferior, que vacían la sangre desoxigenada en la derecha del corazón. Las finas paredes de las venas, y sus mayores diámetros internos (lúmenes) les permiten albergar un mayor volumen de sangre, y esta mayor capacitancia les confiere el término de vasos capacitantes.. Esta característica también permite acomodar los cambios de presión en el sistema.  Todo el sistema venoso, excepto las vénulas postcapilares, es un sistema de gran volumen y baja presión. El sistema venoso suele ser asimétrico, y aunque las venas principales mantienen una posición relativamente constante, a diferencia de las arterias, la localización precisa de las venas varía entre individuos.

Posiciones de las venas cavas y vasos de la circulación pulmonar

Las venas varían de tamaño, desde las vénulas postcapilares más pequeñas y las vénulas más musculares, hasta las venas pequeñas, las venas medianas y las venas grandes. El grosor de las paredes de las venas varía en función de su ubicación: en las piernas, las paredes de las venas son mucho más gruesas que las de los brazos. En el sistema circulatorio, la sangre entra primero en el sistema venoso desde lecho capilar donde la sangre arterial se transforma en sangre venosa.
Las grandes arterias como la aorta torácica, la subclavia, la femoral y la poplítea se encuentran cerca de una única vena que drena la misma región. Otras arterias suelen ir acompañadas de un par de venas sujetas por una vaina de tejido conjuntivo. Las venas acompañantes se conocen como vena comitante, o venas satélite, y discurren a ambos lados de la arteria. Cuando también se incluye un nervio asociado, la vaina se conoce como haz neurovascular. Esta proximidad de la arteria a las venas ayuda al retorno venoso debido a las pulsaciones de la arteria. También permite promover la transferencia de calor de las arterias más grandes a las venas en un intercambio a contraflujo que ayuda a preservar el calor corporal normal.
Vénulas
La primera entrada de sangre venosa se produce por la convergencia de dos o más capilares en una microscópica, vénula postcapilar. Las vénulas poscapilares tienen un diámetro de entre 10 y 30 micrómetros (μm), y forman parte de la microcirculación. Su endotelio está formado por células aplanadas de forma oval o poligonal rodeadas por una lámina basal. Las vénulas postcapilares son demasiado pequeñas para tener una capa de músculo liso y en su lugar están sostenidas por pericitos que las envuelven. Las vénulas postcapilares se convierten en vénulas musculares cuando alcanzan un diámetro de 50 micrómetros (μm), y pueden llegar a tener un diámetro de 1 milímetro (mm). Estas vénulas más grandes alimentan a las venas pequeñas.
Venas pequeñas, medianas y grandes

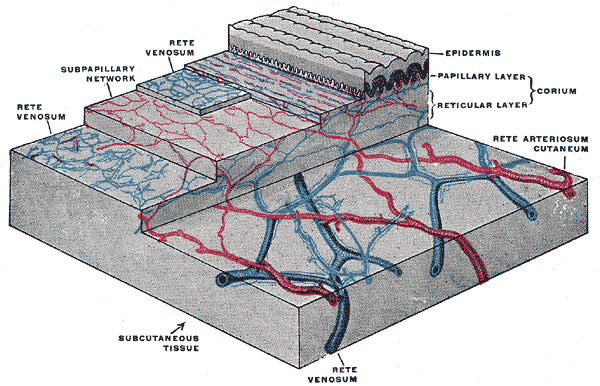
Venas de la piel de la planta del pie.

Las venas pequeñas se fusionan para alimentar como afluentes a las venas medianas. Las venas medianas alimentan a las venas grandes que incluyen la yugular interna, y vena renals, y las vena cava que llevan la sangre directamente al corazón. Las venas cavas entran en el atrium derecho del corazón desde arriba y desde abajo. Desde arriba, la vena cava superior lleva la sangre de los brazos, la cabeza y el tórax a la aurícula derecha del corazón, y desde abajo, la vena cava inferior lleva la sangre de las piernas y el abdomen a la aurícula derecha. La vena cava inferior es la mayor de las dos. La vena cava inferior se encuentra en el espacio retroperitoneal y discurre hacia la derecha y aproximadamente paralela a la aorta abdominal a lo largo de la espina.
Venas profundas, superficiales y perforantes
Los tres compartimentos principales del sistema venoso son las venas profundas, las venas superficiales y las venas perforantes.  Las venas superficiales son las que están más cerca de la superficie del cuerpo y no tienen arterias correspondientes. Las venas profundas se encuentran a mayor profundidad y tienen sus correspondientes arterias. Las venas perforantes drenan desde las venas superficiales a las profundas. Suelen referirse a las extremidades inferiores y los pies. Las venas superficiales incluyen las arañas vasculares muy pequeñas, de entre 0,5 y 1 mm de diámetro, y las venas reticulares o alimentadoras.
Plexos venosos
Existen varios plexos venososes en los que las venas se agrupan o a veces se combinan en redes en determinadas zonas del cuerpo. El plexo venoso de Batson, recorre la parte interna de la columna vertebral conectando las venas torácicas y pélvicas.  Estas venas destacan por carecer de válvulas, lo que se cree que es la causa de la metástasis de ciertos cánceres.
El plexo venoso subcutáneo es continuo, y se suministra una alta tasa de flujo a través de pequeñas anastomosis arteriovenosas. La alta tasa de flujo asegura la transferencia de calor a la pared de la vena.

## División de los sistemas venosos
Se pueden considerar tres sistemas venosos: el sistema pulmonar, el sistema general (o sistémico) y el sistema porta.
- Venas del sistema general: Por las venas de la circulación sistémica o general circula la sangre pobre en oxígeno desde los capilares o microcirculación sanguínea de los tejidos a la parte derecha del corazón. Las venas de la circulación sistémica también poseen unas válvulas, llamadas válvulas semilunares que impiden el retorno de la sangre hacia los capilares.
- Sistema pulmonar: Por las venas de la circulación pulmonar circula la sangre oxigenada de los pulmones hacia la parte izquierda del corazón.
- Sistema porta: Por las venas de los sistemas porta circula sangre de un sistema capilar a otro sistema capilar. Existen dos sistemas porta en el cuerpo humano:
  - Sistema porta hepático: Las venas originadas en los capilares del tracto digestivo (desde el estómago hasta el recto) que transportan los productos de la digestión, se transforman de nuevo en capilares en los sinusoides hepáticos del hígado, para formar nuevas venas que desembocan en la circulación sistémica.
  - Sistema porta hipofisario: La arteria hipofisaria superior procedente de la carótida interna, se ramifica en una primera red de capilares situados en la eminencia media. De estos capilares se forman las venas hipofisarias que descienden por el tallo hipofisario y originan una segunda red de capilares en la adenohipófisis que drenan en la vena yugular interna.

## Nombres de las principales venas
Normalmente, cada vena está asociada con una arteria, a menudo con el mismo nombre (aunque a veces hay diferencias: por ejemplo, las arterias carótidas están asociadas con las venas yugulares). Los nombres de las principales venas son:
- Vena yugular.
- Vena subclavia.
- Venas coronarias.
- Vena cava superior (VCS) e inferior (VCI).
- Venas pulmonares.
- Vena renal.
- Vena femoral.
- Vena safena mayor y menor.

## Presión venosa
La presión venosa es un término general que define la presión media de la sangre dentro del compartimento venoso. Un término más específico es la presión venosa central, que define la presión de la sangre en la vena cava inferior a la entrada de la aurícula derecha del corazón. Esta presión es importante, porque define la presión de llenado del ventrículo derecho, y por tanto determina el volumen sistólico de eyección, de acuerdo con el mecanismo de Frank-Starling.
El volumen sistólico de eyección es el volumen de sangre que bombea el corazón en cada latido, fundamental para asegurar el correcto aporte de sangre a todos los tejidos del cuerpo. El mecanismo de Frank-Starling establece que un aumento en el retorno venoso (la cantidad de sangre que llega por las venas cavas a la aurícula derecha) produce un aumento de la precarga ventricular (simplificado, el volumen de llenado del ventrículo izquierdo), y eso genera un incremento en el volumen sistólico de eyección.

## Las venas y arterias en el transporte de sustancias
Las arterias y las venas presentan varias características diferenciales, en cuanto al transporte de sustancias. Las arterias transportan oxígeno y nutrientes en dirección de los tejidos. A nivel de los capilares, estas sustancias pasan por difusión desde la sangre hasta las células tisulares a favor de un gradiente de concentración, para suministrar las materias primas necesarias para el metabolismo celular. Inversamente, los productos de desecho del metabolismo celular (CO2 y otros metabolitos) salen de las células y entran en los capilares a favor de un gradiente de concentración. En concreto, la hemoglobina desoxigenada tiene alta afinidad por el CO2, formándose carbaminohemoglobina. De manera que la sangre arterial, rica en oxígeno y nutrientes, al pasar por los capilares intercambia su contenido con el contenido celular, y los productos de desecho celulares pasan a las venas y se distribuyen hacia los distintos órganos encargados de su eliminación del organismo:
- el CO2 se elimina en forma de gas en los pulmones, y como bicarbonato (HCO3-) a través de los riñones;
- una gran parte de los iones y productos metabólicos se eliminan a través de los riñones: el sodio, el potasio, el magnesio, el calcio, el amonio, la urea, etc;
- algunos productos de desecho se eliminan por el hígado, a través de la bilis: por ejemplo, la bilirrubina, un producto de la degradación de la hemoglobina.

Desde un punto de vista gasométrico (contenido de gases disueltos), lo que diferencia la sangre arterial de la venosa es la presión parcial de oxígeno, o pO2 (que varía de 95 mmHg en promedio en las arterias a 40 mmHg en las venas), ya que la pCO2 es muy similar (40 en las arterias, y 46 en las venas). Sin embargo, solo la fracción de un gas disuelta en un líquido contribuye al valor de su presión parcial, y tanto el O2 (en dirección de los tejidos) como el CO2 (generado en los tejidos) se transportan de maneras diferentes en la sangre. Mientras que el oxígeno se transporta de dos maneras (el 98 % unido a hemoglobina y solo el 2 % disuelto), el CO2 se transporta bien unido a la hemoglobina (30 %), bien en forma de bicarbonato (70 %), bien disuelto (10 %). Así que los valores de presión parcial solo reflejan una parte de la composición de la sangre. En los eritrocitos, el bicarbonato se transforma en agua y CO2, en una reacción catalizada por la anhidrasa carbónica. Este CO2 pasa por difusión a los alveolos pulmonares y se espira, como ocurre con el CO2 disuelto en la sangre y el CO2 unido a hemoglobina. Por ello, el aire espirado tiene una pCO2 de 27 mmHg, mientras que el aire atmosférico solo tiene una pCO2 de 0.3 mmHg. Es decir, como todo organismo vivo (con algunas excepciones), expulsamos CO2 al medio, que se generó en las mitocondrias como resultado del metabolismo celular.
Los productos resultantes del metabolismo celular, el CO2 y otros productos de desecho, deben eliminarse porque son tóxicos. La eliminación de estos compuestos es fundamental para el equilibrio del organismo, y si no se eliminan adecuadamente pueden generar problemas: así, una acumulación de CO2 (porque hay una hipoventilación, por ejemplo) puede producir una acidosis.

## Enfermedades de las venas
- Varices.
- Flebitis.
- Trombosis venosa profunda.
- Trombosis de la vena renal.